# Il curioso caso di Benjamin Button (film)
Il curioso caso di Benjamin Button (The Curious Case of Benjamin Button) è un film del 2008 diretto da David Fincher, basato sull'omonimo racconto breve del 1922 di Francis Scott Fitzgerald. Il film è stato candidato nel 2009 a tredici premi Oscar, vincendo quelli per migliore scenografia, miglior trucco e migliori effetti speciali.

## Trama
La storia è raccontata attraverso un lungo flashback: l'anziana Daisy Fuller, ricoverata in una camera d'ospedale e prossima alla morte, racconta alla figlia Caroline che nel 1918, per l'inaugurazione di una stazione ferroviaria, un prestigioso orologiaio cieco aveva costruito il maestoso orologio centrale della stazione, il quale aveva un andamento particolare: le lancette, infatti, correvano in senso antiorario. L'orologiaio aveva perso il figlio durante la prima guerra mondiale e in questo modo sperava di dare un messaggio ai suoi concittadini: correndo a ritroso, l'orologio avrebbe idealmente "riportato in vita" tutti i soldati caduti in guerra, dando loro la possibilità di vivere a lungo. Caroline non capisce perché la madre le stia raccontando questo, ma la sta a sentire in quanto sa che ogni sua parola potrebbe essere l'ultima. Come ultimo desiderio Daisy fa leggere alla figlia un diario scritto molti anni prima da Benjamin Button, un uomo dall'esistenza strana e curiosa, che si rivelerà essere il grande amore della sua vita.
New Orleans, 1918. Thomas Button è un ricco uomo d'affari e produttore di bottoni. L'ultimo giorno della prima guerra mondiale sua moglie Caroline muore dando alla luce un bimbo con l'aspetto e le precarie condizioni di un novantenne: artrosi, cartilagini ossificate, cataratta e sordità affliggono il povero infante. Button, disperato, strappa il bambino dalla culla e corre in strada, deciso a buttarlo nel fiume, ma all'ultimo esita. Thomas decide così di abbandonare il bambino sulle scale di una casa di riposo. Viene trovato per caso dalla signora Queenie, governante, e da suo marito Tizzy Weathers, cuoco. Inizialmente, vedendo il suo aspetto deforme, Tizzy vorrebbe portarlo alla polizia, ma Queenie, caparbia, lo porta in casa. Il neonato viene visitato dal dottor Rose, medico della casa, il quale non è ottimista sulle sorti del piccolo: secondo lui è affetto da invecchiamento precoce e non sopravvivrà a lungo. Così Queenie, seguendo il proprio istinto materno e buon cuore, presenta il bambino agli altri anziani, dicendo a tutti che è il figlio di sua sorella e decide di accudirlo per il tempo che gli resta. Al piccolo viene dato il nome di Benjamin.
Non sapendo di essere un bambino, Benjamin passa la sua infanzia nel corpo di un ottantenne quasi sordo costretto su una sedia a rotelle che non ha memoria del suo passato. Pur non potendo uscire dalla grande casa, è spinto da infantile curiosità per tutto ciò che lo circonda, curiosità che non può soddisfare. Tuttavia si trova ben inserito nell'ambiente tranquillo, silenzioso e un po' bizzarro della casa di riposo, dove tra gli anziani si mescolano personaggi buffi e stravaganti, abitudini fisse e controllate e la visita frequente della morte. Più passa il tempo, più il bambino rinvigorisce. Queenie, l'unica a sapere della sua condizione, lo conforta sempre e gli raccomanda di pregare Dio affinché lo guarisca dalle sue piaghe precoci. E infatti, all'età di sette anni, Benjamin riesce a smuoversi dalla sedia a rotelle e a fare i suoi primi passi, spinto dalla biblica frase "alzati e cammina!" gridata da un predicatore pentecostale, che crede in tal modo di esorcizzare un demone che dimorerebbe nel suo avvizzito corpo. Dopo quella prima volta in piedi, Benjamin impara lentamente a camminare con il bastone, riuscendo a passare alcuni pomeriggi fuori della casa. Il suo carattere spiritoso e ingenuo lo spinge ad avere degli amici più giovani: fa la conoscenza del signor Oti, un pigmeo che alloggia nella casa di riposo, famoso "uomo-scimmia", che visse anni nelle gabbie delle scimmie del circo, facendo il giro del mondo. Grazie a lui comincia a conoscere i quartieri di New Orleans.
Nel 1930 Benjamin ha 12 anni (anche se ne dimostra 73); tra gli anziani dell'ospizio dimora anche la signora Fuller, la quale ha una nipote di sei anni, che si rivela essere la piccola Daisy. Benjamin è subito colpito dal suo sguardo e dalla semplicità con cui lei gli parla, poiché è tanto abituato alle espressioni austere e pessimiste degli anziani. La ragazzina, che ogni tanto fa visita alla nonna, comincia a fare amicizia con Benjamin e capisce subito che in lui c'è qualcosa di diverso, che lui non è vecchio come sembra perché ha il cuore di un bambino. Purtroppo la loro vicinanza viene guardata con sospetto da nonna Fuller, che accusa Benjamin di pedofilia. Qualche tempo dopo, Queenie rimane miracolosamente incinta di una bambina. Anche Mr. Oti lascia la casa e riprende a vagabondare, così Benjamin sta molto tempo da solo. Essendo ormai in grado di camminare normalmente, aiuta Queenie ad accogliere i nuovi ospiti della casa. Un giorno si trasferisce all'ospizio la signora Mapple, donna molto raffinata ed elegante, che diventa una sua buona amica e che gli insegna a suonare il pianoforte.
Ormai adolescente ma con l'aspetto di un settantenne, Benjamin inizia a uscire abitualmente di casa alla ricerca di nuove avventure. Così, durante una passeggiata al porto fa amicizia col capitano e artista di tatuaggi Mike Clark, che dopo una certa titubanza gli offre un lavoro come mozzo sul suo rimorchiatore irlandese. Notando il suo entusiasmo e la sua energia, non comuni in un anziano, il capitano lo inizia ai segreti del sesso e dell'alcool, portandolo in un bordello. Per Benjamin il mondo è tutto da scoprire e in lui cresce il desiderio di fare esperienze.
Dopo una notte in compagnia di una prostituta, uscendo dal bordello viene avvicinato dal suo vero padre, che lo sta seguendo da un po' ma preferisce ancora non rivelarsi. Il signor Button, dopo averlo invitato in un locale per un drink , si fa raccontare da Benjamin come abbia passato gli anni della sua "vecchiaia " e i due si salutano amichevolmente con l'intenzione di rivedersi presto. Durante tutta la durata dei vari soggiorni alla casa di riposo, Daisy (che ormai non è più una bambina) e Benjamin sono inseparabili compagni di giochi. Una nebbiosa mattina, Benjamin porta di nascosto Daisy al porto, dove convince il capitano Mike a farle vedere il Mississippi. Ben presto, però, nella ragazza fioriscono anche altri sentimenti verso quell'uomo così pieno di sorprese.
Mentre gli anziani della casa muoiono a uno a uno, Benjamin diventa sempre più agile e meno impacciato nei movimenti, i suoi capelli bianchi diventano meno radi. La signora Mapple gli fa capire che a causa del suo insolito ringiovanimento vedrà morire molte delle persone che ama. E infatti di lì a poco anche la signora Mapple muore. Così Benjamin, ormai diciottenne, sente che è arrivato il momento di lasciare la casa dov'è cresciuto: saluta Queenie, Tizzy, tutti gli anziani suoi amici e parte alla ventura sul rimorchiatore del capitano Clark. Daisy è molto intristita dalla sua partenza, così chiede a Benjamin di spedirle una cartolina da ognuno dei posti dove è diretto. Per Benjamin inizia una nuova vita e scopre di non stare tanto crescendo, quanto ringiovanendo: anche il capitano Mike, che non si stupisce mai di nulla, nota che dal giorno dell'imbarco è diventato più alto e più forte. Pur essendo abbastanza umile e taciturno, a bordo fa conoscenza con gli altri marinai ed entra nell'ambiente. Scrive spesso a Daisy, mandandole cartoline da ogni porto toccato dal rimorchiatore. La ragazza, divenuta maggiorenne, ha passato le selezioni a New York per diventare ballerina, coronando il suo grande sogno.
Negli anni successivi, i diversi incarichi affidati al rimorchiatore portano Ben e il resto dell'equipaggio sulla costa orientale degli Stati Uniti, in Irlanda, in Inghilterra e infine in Russia, a Murmansk, dove vivono abbastanza bene, potendo permettersi il soggiorno in un piccolo albergo, Il Palazzo d'Inverno. Qui Ben, che ora ha l'aspetto di un marinaio sessantenne dai folti capelli bianchi, conosce l'aristocratica Elizabeth Abbott, dal passato di nuotatrice (tentò la traversata della Manica). Sebbene sposata, sarà il suo primo amore. Per la prima volta Benjamin capisce cosa vuol dire innamorarsi e, seppur ancora molto legato alla sua amicizia con Daisy, in una lettera le rivela di avere una donna. Dopo molte notti passate insieme, la storia tra Ben ed Elizabeth termina all'improvviso con la partenza di lei.
Nel 1941 gli Stati Uniti entrano nella seconda guerra mondiale: rimorchiatore ed equipaggio vengono coattamente reclutati dalla marina militare. Solo sfiorati dalla guerra, incroceranno per caso un sommergibile nemico che aveva appena silurato una nave. Decisi a combattere, Mike e l'equipaggio si scagliano contro il sommergibile: colpito da scariche di mitragliatrice, il capitano Clark muore, così come gran parte dell'equipaggio; mentre Benjamin è uno dei superstiti. Finita la guerra, nel maggio 1945 Benjamin torna a New Orleans, dalla madre adottiva. Qui incontra qualche difficoltà a farsi riconoscere, essendo diventato alto e robusto e con l'aspetto di un uomo di mezza età. Queenie lo riaccoglie calorosamente nella casa e Ben riprende in parte la vecchia vita. Nello stesso periodo rivede Daisy e stavolta ne rimane affascinato: quella che era una ragazzina è diventata una donna affascinante e disinvolta, ormai introdotta nel mondo del ballo e dello spettacolo. Deciso a proseguire la loro amicizia, Benjamin la invita a cena, ma alla fine della serata Daisy va ben oltre e si mostra disponibile a fare l'amore con lui. Quasi spaventato, Benjamin la rifiuta, forse perché si sente ancora troppo "vecchio" per soddisfare una ventitreenne, ma in futuro si pentirà di questa sua riluttanza. Intanto Benjamin comincia a stare scomodo nell'ambiente dell'ospizio, poiché vede invecchiare e morire sempre più gente, con la stessa velocità con cui lui, invece, ringiovanisce.
Tempo dopo si rifà vivo il suo vero padre, Thomas: quest'ultimo si è ammalato durante la guerra e quasi non riesce a camminare. Sentendo prossima la morte, decide finalmente di rivelargli la sua identità e di dirgli tutta la verità su come è venuto al mondo, così da lasciargli l'eredità: la fabbrica di bottoni, la villa, la casa sul lago. Sconcertato dalla rivelazione, Benjamin si allontana rabbiosamente per tornare da sua madre adottiva Queenie, unico vero riferimento familiare per lui. Poi, però, pentito  torna sui suoi passi e accompagna suo padre in riva al lago, per esaudire il suo ultimo desiderio: vedere sorgere l'alba sull'acqua come faceva da ragazzo. Benjamin partecipa al funerale del padre senza spendere una parola. A New York Benjamin si reca a salutare Daisy, convinto di poter dichiararle i suoi sentimenti e così conquistare quella che ormai è una famosa ballerina, ma Daisy è concentrata sulla sua carriera, desiderosa di conoscere il mondo e di godersi pienamente la sua libertà, così i due si lasciano non troppo bene.
Passano gli anni e Benjamin vede svanire gli ultimi segni della vecchiaia: le rughe scompaiono dal suo viso, i suoi occhi azzurri non hanno più bisogno di occhiali, i suoi capelli diventano biondi. Daisy parte per l'Europa, dove riscuote grande successo, calcando i palcoscenici più prestigiosi, da Vienna a Praga, fino a Parigi. Benjamin abita sempre con l'ormai anziana Queenie e fa alcuni lavoretti all'interno della casa, ma è anch'egli alla ricerca di libertà. Rispolvera una vecchia motocicletta e impara ad andare su una barca a vela lasciatagli in eredità da suo padre. Mentre prepara uno spettacolo all'Opera di Parigi Daisy viene gravemente ferita alla gamba in un incidente stradale, che le stronca la carriera per sempre. Benjamin viene informato dell'accaduto e si precipita a Parigi, offrendo a Daisy la sua massima disponibilità a starle accanto e assisterla nel lungo periodo di riabilitazione. La donna, troppo orgogliosa di sé, lo invita però malamente ad andarsene dicendogli di volersela cavare da sola.
Diventato un attraente uomo biondo, vive la sua età adulta concedendosi diverse avventure sentimentali. Finché, nella primavera del 1962, Daisy non compare nuovamente sulla porta della casa di riposo. Stavolta Benjamin è deciso a dimenticare il passato e a non rovinare nulla: i due fanno finalmente l'amore e da qui in poi cominciano un meraviglioso cammino di coppia, che li porterà a navigare insieme sulle coste dell'Atlantico. Al ritorno dalla vacanza i due scoprono che Queenie è morta all'improvviso. Per Benjamin è il momento di lasciare definitivamente la casa di riposo dove ha passato buona parte della sua vita. Vende la villa di suo padre e compra un appartamento nella periferia di New Orleans, dove va a convivere con Daisy. Negli anni successivi, nonostante la loro vita sia costellata da momenti meravigliosi, Daisy è sempre molto delusa dal fatto che non riesce più a ballare né a muoversi sinuosamente come prima. Solo con l'aiuto di Benjamin abbandonerà l'autocommiserazione accettando l'incidente. Per ritornare in parte alla sua passione, Daisy apre una scuola di ballo per bambine e poco dopo rimane incinta di una bambina, Caroline.
Inizialmente Benjamin è turbato dall'idea di una paternità nella sua condizione e confida a Daisy tutte le sue paure. Dopo aver assolto al ruolo di padre nel primo anno di vita della figlia Caroline, decide infine a malincuore di lasciare la famiglia. Gira il mondo per un po' e undici anni dopo, nei panni di un affascinante ventiduenne, ritorna a trovare Daisy, nel frattempo sposatasi. Rivede così sua figlia e fa l'amore con Daisy perché i due non hanno mai smesso di amarsi. A questo punto, l'anziana Daisy continua la storia in quanto la figlia ha finito di leggere il diario di Benjamin: dopo la morte del marito, Daisy viene informata dai servizi sociali del ritrovamento di un bambino di 12 anni di nome Benjamin affetto da demenza senile. L'ex ballerina lo accudirà fino alla primavera del 2003, anno in cui morirà con le sembianze di un neonato a 84 anni. Benjamin riuscirà però come ultima cosa a riconoscere la sua amata Daisy poco prima di spegnersi. Nell'immediato periodo prima del disastro causato dall'uragano Katrina, Daisy si trova in ospedale, prossima alla morte, nell'attesa di poter raggiungere il suo amato Benjamin. Al capezzale della madre, Caroline scopre così la vera identità di suo padre.

## Produzione
Il regista David Fincher per rappresentare il personaggio di Benjamin Button bambino, ma con l'aspetto da vecchio, si è ispirato ai veri bambini affetti dalla rarissima sindrome di Hutchinson-Gilford (o progeria).
L'idea di trasporre per il grande schermo il racconto The Curious Case of Benjamin Button nasce agli inizi del 1994, quando la Maryland Film Office opzionò i diritti del manoscritto con l'intenzione di svolgerne le riprese a Baltimora.
Quattro anni dopo, Robin Swicord scrisse una sceneggiatura per Ron Howard, in un progetto che avrebbe dovuto coinvolgere John Travolta come protagonista. Nel maggio 2000, il film cambiò nuovamente volto, la Paramount Pictures acquistò i diritti del racconto incaricando Jim Taylor di adattarlo e Spike Jonze della regia; successivamente fu assunto Charlie Kaufman per riscrivere il copione.
Durante il giugno 2003, il regista Gary Ross avviò delle trattative per un suo posto da regista, basandosi su una sceneggiatura riscritta da Eric Roth. A maggio dell'anno seguente fu firmato un accordo di co-finanziamento tra Warner Bros. Pictures e Paramount, in cui si chiariva inoltre che la Paramount si sarebbe occupata del marketing internazionale, mentre la Warner della distribuzione home video.
Con il nuovo progetto, fu contattato un altro regista, David Fincher, e la sua assunzione fu confermata nel luglio 2005. Nello stesso anno, gli attori Brad Pitt e Cate Blanchett entrarono in trattative per interpretare rispettivamente Benjamin Button e Daisy.

### Riprese
L'intenzione iniziale era di filmare parte della storia a New Orleans, Louisiana, visti gli incentivi stanziati dallo Stato per le produzioni cinematografiche in loco. La maggior parte del film è stato filmato a New Orleans nel quartiere del Garden District e in Louisiana, mentre la parte dedicata a Parigi è stata filmata nel quartiere storico di Vieux-Montréal, parte della città di Montréal (Canada).

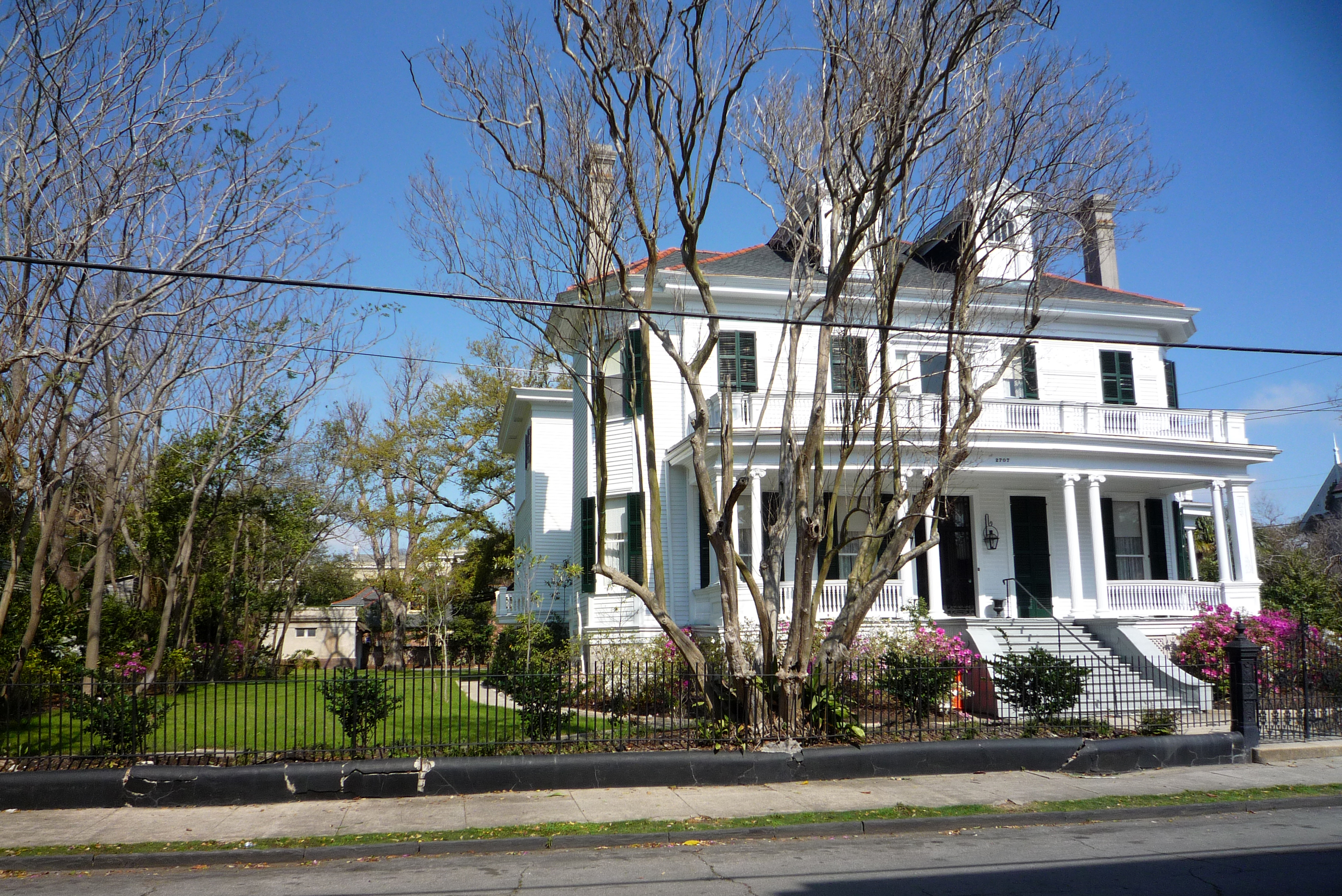
Il Garden District di New Orleans, luogo delle riprese, all'indirizzo 2707 Coliseum Street.

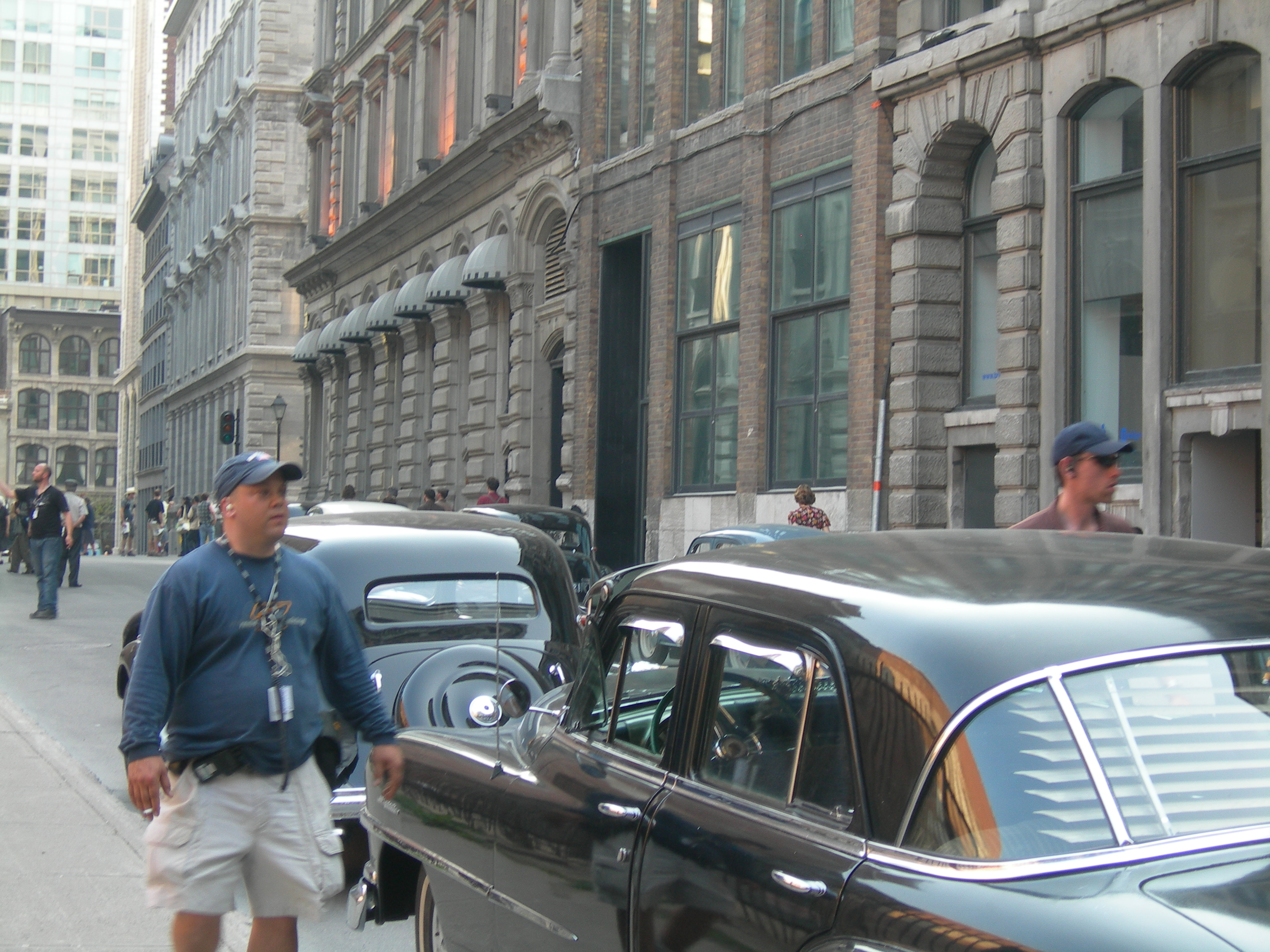
La zona di Vieux-Montréal dove sono state effettuate le riprese

## Colonna sonora
La colonna sonora è stata scritta dal compositore francese Alexandre Desplat, e le musiche sono state registrate presso l'Hollywood Studio Symphony e la Sony Scoring Stage.

## Distribuzione
Il film è stato distribuito nelle sale cinematografiche statunitensi il 25 dicembre 2008 e in quelle italiane il 13 febbraio 2009.

### Edizione italiana

#### Doppiaggio
La direzione del doppiaggio e i dialoghi italiani furono affidati a Filippo Ottoni per conto della Sefit-CDC, che si è occupata anche della sonorizzazione.

## Accoglienza

### Incassi
Il film ha realizzato in Italia un incasso al botteghino di 10900000 € secondo i dati Cinetel.
Negli Stati Uniti ha superato 150000000 $. A livello internazionale ha totalizzato oltre 340000000 $.

## Riconoscimenti
- 2009 - Premio Oscar
  - Migliore scenografia a Donald Graham Burt e Victor J. Zolfo
  - Miglior trucco a Greg Cannom
  - Migliori effetti speciali a Eric Barba, Steve Preeg, Burt Dalton e Craig Barron
  - Nomination Miglior film a Kathleen Kennedy, Frank Marshall e Ceán Chaffin
  - Nomination Migliore regia a David Fincher
  - Nomination Miglior attore protagonista a Brad Pitt
  - Nomination Miglior attrice non protagonista a Taraji P. Henson
  - Nomination Migliore sceneggiatura non originale a Eric Roth e Robin Swicord
  - Nomination Migliore fotografia a Claudio Miranda
  - Nomination Migliori costumi a Jacqueline West
  - Nomination Miglior montaggio a Kirk Baxter e Angus Wall
  - Nomination Miglior sonoro a David Parker, Michael Semanick, Ren Klyce e Mark Weingarten
  - Nomination Miglior colonna sonora a Alexandre Desplat
- 2009 - Golden Globe
  - Nomination Miglior film drammatico
  - Nomination Migliore regia a David Fincher
  - Nomination Miglior attore in un film drammatico a Brad Pitt
  - Nomination Migliore sceneggiatura a Eric Roth e Robin Swicord
  - Nomination Miglior colonna sonora a Alexandre Desplat
- 2009 - Premio BAFTA
  - Migliore scenografia a Donald Graham Burt e Victor J. Zolfo
  - Miglior trucco a Jean Ann Black e Colleen Callaghan
  - Migliori effetti speciali a Eric Barba, Steve Preeg, Burt Dalton e Craig Barron
  - Nomination Miglior film a Kathleen Kennedy, Frank Marshall e Ceán Chaffin
  - Nomination Migliore regia a David Fincher
  - Nomination Miglior attore protagonista a Brad Pitt
  - Nomination Migliore sceneggiatura non originale a Eric Roth
  - Nomination Migliore fotografia a Claudio Miranda
  - Nomination Migliori costumi a Jacqueline West
  - Nomination Miglior montaggio a Kirk Baxter e Angus Wall
  - Nomination Miglior colonna sonora a Alexandre Desplat
- 2008 - National Board of Review Award
  - Migliori dieci film
  - Migliore regia a David Fincher
  - Migliore sceneggiatura non originale a Eric Roth
- 2009 - MTV Movie Award
  - Nomination Miglior performance femminile a Taraji P. Henson
- 2008 - Critics' Choice Movie Award
  - Nomination Miglior film
  - Nomination Migliore regia a David Fincher
  - Nomination Miglior attore protagonista a Brad Pitt
  - Nomination Miglior attrice protagonista a Cate Blanchett
  - Nomination Miglior attrice non protagonista a Taraji P. Henson
  - Nomination Miglior cast corale
  - Nomination Miglior sceneggiatore a Eric Roth
  - Nomination Miglior colonna sonora a Alexandre Desplat
- 2008 - Satellite Award
  - Nomination Migliore sceneggiatura non originale a Eric Roth e Robin Swicord
  - Nomination Migliore fotografia a Claudio Miranda
  - Nomination Migliore scenografia a Donald Graham Burt e Tom Reta
  - Nomination Migliori costumi a Jacqueline West
- 2009 - Screen Actors Guild Award
  - Nomination Miglior attore protagonista a Brad Pitt
  - Nomination Miglior attrice non protagonista a Taraji P. Henson
  - Nomination Miglior cast
- 2009 - AFI Award
  - Film dell'anno a Kathleen Kennedy, Frank Marshall e Ceán Chaffin
- 2009 - Saturn Award
  - Miglior film fantasy
  - Miglior attrice non protagonista a Tilda Swinton
  - Miglior trucco a Greg Cannom
  - Nomination Migliore regia a David Fincher
  - Nomination Miglior attore protagonista a Brad Pitt
  - Nomination Miglior attrice protagonista a Cate Blanchett
  - Nomination Migliore sceneggiatura a Eric Roth
  - Nomination Miglior colonna sonora ad Alexandre Desplat
  - Nomination Migliori effetti speciali a Eric Barba, Steve Preeg, Burt Dalton e Craig Barron
- 2009 - Central Ohio Film Critics Association Award
  - Miglior colonna sonora ad Alexandre Desplat
  - Nomination Miglior film
- 2008 - Chicago Film Critics Association Award
  - Nomination Miglior film
  - Nomination Migliore regia a David Fincher
  - Nomination Migliore sceneggiatura non originale a Eric Roth
  - Nomination Migliore fotografia a Claudio Miranda
  - Nomination Miglior colonna sonora ad Alexandre Desplat
- 2008 - Las Vegas Film Critics Society Award
  - Migliore fotografia a Claudio Miranda
  - Migliore scenografia a Donald Graham Burt e Victor J. Zolfo
  - Migliori costumi a Jacqueline West
- 2008 - Los Angeles Film Critics Association Award
  - Nomination Miglior colonna sonora ad Alexandre Desplat
- 2008 - Southeastern Film Critics Association Award
  - Nomination Miglior sceneggiatura non originale a Eric Roth e Robin Swicord
- 2009 - Writers Guild of America
  - Nomination Miglior sceneggiatura a Eric Roth
- 2009 - Eddie Award
  - Nomination Miglior montaggio in un film drammatico a Kirk Baxter e Angus Wall
- 2009 - BET Award
  - Miglior attrice protagonista a Taraji P. Henson
- 2008 - Austin Film Critics Association
  - Miglior attrice non protagonista a Taraji P. Henson
- 2008 - Black Reel Award
  - Nomination Miglior attrice non protagonista a Taraji P. Henson
- 2009 - BMI Film & TV Award
  - Miglior colonna sonora ad Alexandre Desplat
- 2009 - American Society of Cinematographers
  - Nomination Migliore fotografia a Claudio Miranda
- 2009 - British Society of Cinematographers
  - Nomination Migliore fotografia a Claudio Miranda
- 2009 - Art Directors Guild
  - Migliore scenografia
- 2009 - Costume Designers Guild Award
  - Nomination Migliori costumi a Jacqueline West
- 2008 - Dallas-Fort Worth Film Critics Association Award
  - Nomination Miglior film
  - Nomination Migliore regia a David Fincher
  - Nomination Miglior attore protagonista a Brad Pitt
  - Nomination Migliore attrice non protagonista a Taraji P. Henson
  - Nomination Migliore fotografia a Claudio Miranda
- 2009 - Directors Guild of America
  - Nomination Miglior regia a David Fincher
- 2009 - NAACP Image Awards
  - Miglior attrice non protagonista a Taraji P. Henson
- 2010 - Grammy Award
  - Nomination Miglior colonna sonora ad Alexandre Desplat
- 2009 - London Critics Circle Film Award
  - Attrice britannica non protagonista dell'anno a Tilda Swinton
  - Regista dell'anno a David Fincher
  - Nomination Film dell'anno
  - Nomination Sceneggiatore dell'anno a Eric Roth
- 2009 - Golden Reel Award
  - Miglior montaggio sonoro (Dialoghi ADR)
  - Nomination Miglior montaggio sonoro (Musica)
  - Nomination Miglior montaggio sonoro
- 2008 - New York Film Critics Circle Award
  - Nomination Migliore regia a David Fincher
  - Nomination Migliore fotografia a Claudio Miranda
- 2009 - Online Film Critics Society Award
  - Nomination Miglior film
  - Nomination Migliore regia a David Fincher
  - Nomination Migliore sceneggiatura non originale a Eric Roth
  - Nomination Migliore fotografia a Claudio Miranda
  - Nomination Miglior montaggio a Kirk Baxter e Angus Wall
  - Nomination Miglior colonna sonora ad Alexandre Desplat
- 2009 - Palm Springs International Film Festival
  - Miglior colonna sonora ad Alexandre Desplat
- 2010 - SFX Award
  - Nomination Migliore regia a David Fincher
  - Nomination Miglior attrice protagonista a Cate Blanchett
- 2009 - PGA Award
  - Nomination Produttore dell'anno a Kathleen Kennedy, Frank Marshall e Ceán Chaffin
- 2010 - Rembrandt Award
  - Miglior attore internazionale a Brad Pitt
- 2008 - Phoenix Film Critics Society Award
  - Migliore fotografia a Claudio Miranda
  - Miglior colonna sonora ad Alexandre Desplat
- 2008 - San Diego Film Critics Society Award
  - Migliore scenografia a Donald Graham Burt
- 2009 - Teen Choice Award
  - Nomination Miglior film drammatico
  - Nomination Miglior attore di film drammatico a Brad Pitt
- 2009 - USC Scripter Award
  - Nomination Migliore sceneggiatura a Eric Roth, Robin Swicord e F. Scott Fitzgerald
- 2009 - Vancouver Film Critics Circle
  - Migliore regia a David Fincher
- 2008 - Visual Effects Society Award[11]
  - Miglior singolo effetto speciale (Il segreto di Benjamin) a Eric Barba, Lisa Beroud, Steve Preeg e Jonathan Litt
  - Miglior personaggio animato (Benjamin Button) a Steve Preeg, Matthias Wittmann, Tom St. Amand e David McLean
  - Miglior compositing a Janelle Croshaw, Paul Lambert, Sonja Burchard e Sarahjane Javelo
  - Migliori effetti speciali a Eric Barba, Edson Williams, Nathan McGuinness e Lisa Beroud
- 2008 - Washington DC Area Film Critics Association Award
  - Migliore scenografia a Donald Graham Burt
- 2009 - World Soundtrack Award
  - Colonna sonora dell'anno ad Alexandre Desplat
  - Compositore dell'anno ad Alexandre Desplat
- 2009 - Young Artist Award
  - Nomination Miglior giovane attrice non protagonista a Madisen Beaty
- 2012 - Park City Film Music Festival
  - Premio dell'artista distinto a Conrad Pope

## Controversie
Secondo un esposto presentato dall'autrice italiana Adriana Pichini ai produttori del film, esso sarebbe il risultato di un plagio ai danni di un suo racconto, Il ritorno di Arthur all'innocenza, depositato alla SIAE nel 1994 ma mai pubblicato.